# Stipa apertifolia
Stipa apertifolia är en gräsart som beskrevs av Jan Otakar Martinovský. Stipa apertifolia ingår i släktet fjädergrässläktet, och familjen gräs. Inga underarter finns listade i Catalogue of Life.